# Казо-Лерис
Казо́-Лери́с (фр. Cazaux-Layrisse, окс. Casau de Lairiça) — коммуна во Франции, находится в регионе Юг — Пиренеи. Департамент — Верхняя Гаронна. Входит в состав кантона Сен-Беа. Округ коммуны — Сен-Годенс.
Код INSEE коммуны — 31132.

## География
Коммуна расположена приблизительно в 680 км к югу от Парижа, в 110 км к юго-западу от Тулузы.
На востоке коммуны протекает река Пик. Большую часть территории коммуны занимают леса.

## Климат
Климат умеренно-океанический. Зима мягкая и снежная, весна характеризуется сильными дождями и грозами, лето сухое и жаркое, осень солнечная. Преобладают сильные юго-восточные и северо-западные ветры.

## Население
Население коммуны на 2010 год составляло 65 человек.
| 1962 | 1968 | 1975 | 1982 | 1990 | 1999 | 2010 |
| ---- | ---- | ---- | ---- | ---- | ---- | ---- |
| 65   | 49   | 49   | 56   | 69   | 86   | 65   |

## Экономика
В 2010 году среди 38 человек трудоспособного возраста (15—64 лет) 27 были экономически активными, 11 — неактивными (показатель активности — 71,1 %, в 1999 году было 69,0 %). Из 27 активных жителей работали 24 человека (12 мужчин и 12 женщин), безработных было 3 (1 мужчина и 2 женщины). Среди 11 неактивных 2 человека были учениками или студентами, 7 — пенсионерами, 2 были неактивными по другим причинам.

## Достопримечательности
- Церковь Св. Иустина

## Фотогалерея

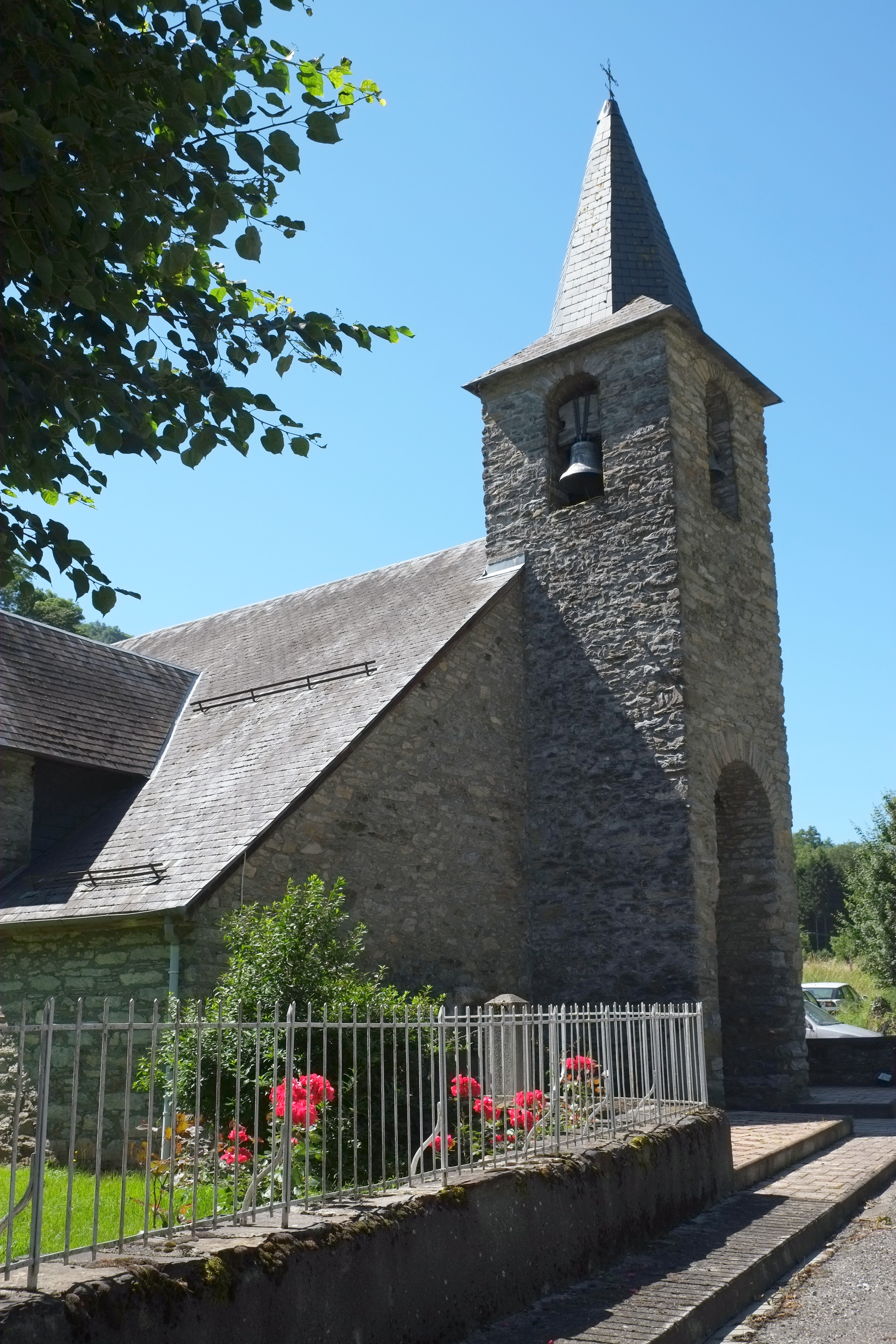
Церковь Св. Иустина
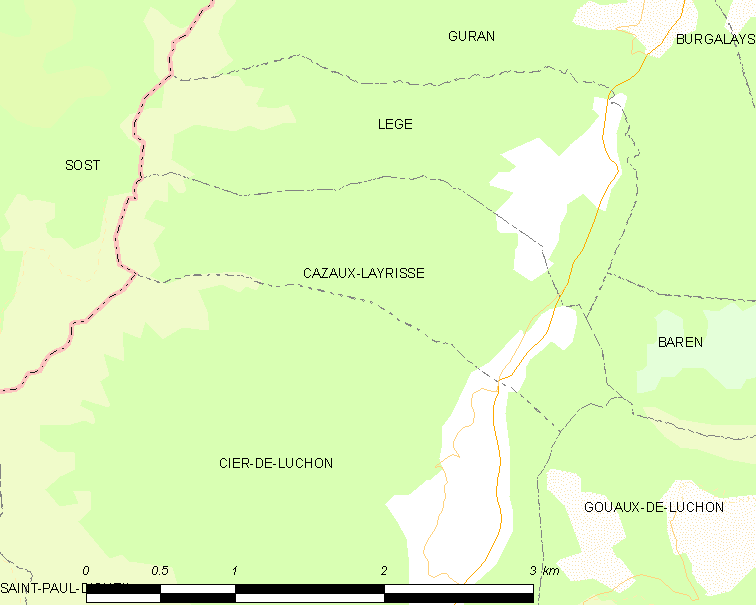
Карта коммуны